# Donatella Tesei
Donatella Tesei, née le 17 juin 1958 à Foligno, est une femme politique italienne.

## Biographie
Donatella Tesei naît à Foligno (province de Pérouse, Ombrie) le 17 juin 1958. Licenciée en droit à l'université de Pérouse, elle devient avocate. Elle est mariée et a deux enfants.
En 2009, inscrite sur la liste civique du centre droit « Groupe Montefalco », elle est élue maire de Montefalco. Elle est réélue en 2014.
Membre de la Ligue de Matteo Salvini, elle est élue sénatrice en Ombrie lors des élections générales de 2018 dans le collège uninominal de Terni, soutenue par la coalition de centre-droit. Elle est élue dans la foulée présidente de la IVe commission permanente pour la Défense au Sénat.
Elle est élue présidente du conseil régional d’Ombrie à l’issue des élections régionales de 2019, mettant un terme à 70 années d'administration par la gauche,.